# VIA Technologies
VIA Technologies, kurz VIA (Very Innovative Architecture) (chinesisch 威盛電子股份有限公司, kurz chinesisch 威盛電子, Pinyin Wēishèng diànzi), ist ein taiwanischer Hersteller, der vor allem durch Chipsätze bekannt wurde. VIAs Produktportfolio umfasst aber noch andere Produkte:
- PC-Prozessoren
- Grafikchips
- Soundchips
- Netzwerkchips
- Controllerchips
- Mainboards

## Geschichte
VIA Technologies wurde 1987 von der Symphony Company im Silicon Valley in Fremont, CA (USA), von Wen Chi Chen (陳文琦) als Teil der Formosa Plastics Group gegründet. Chen war, bevor er sich Symphony anschloss, bei Intel beschäftigt. 1992 wurde der Firmensitz zum Start der Chip-Produktion nach Taipeh (Taiwan) verlegt. 1999 kaufte VIA die CPU-Firmen Cyrix und Centaur Technology. 2001 wurde zusammen mit Sonic Blue das Joint-Venture S3 Graphics gegründet.
Die Technologie dieser Firmen ermöglichte VIA die Entwicklung von stromsparenden EPIA-Motherboards im Mini-ITX-Format, die mit eigenem Prozessor im Bereich von 1–1,5 GHz liefen und passiv gekühlt werden können, da sie eine Verlustleistung von weniger als 7 Watt haben. Mit diesen Komponenten machte sich VIA in den Jahren 2003/2004 einen Namen. Durch die kleine Bauweise und den geringen Stromverbrauch sind diese Mainboards prädestiniert zum Einsatz als Multimedia-PC in einem Barebone- oder Shuttlegehäuse.
VIA wurde im Zuge des Canaan-Projektes in mehrere Teilfirmen zerlegt. Folgende Firmen sind Tochterfirmen von VIA Technologies:
- Centaur Technology (CPUs)
- IC Ensemble (Soundchips)
- VIA Embedded Solutions Division (EPIA-Plattform etc.)
- VIA Networking Technologies (LAN & WLAN Chips)
- VIA Optical Solution (Controller für optische Laufwerke)
- VIA Telecom (Chipsätze für Handys)
- VIA Labs, Inc. (VLI) Chipsätze für USB Hochgeschwindigkeitsanwendungen

Im August 2008 gab VIA bekannt, sich aus dem Bereich der Chipsätze für AMD- und Intel-Prozessoren zurückzuziehen. In diesem Bereich werde man sich zukünftig auf seine eigenen Prozessoren C3 und C7 konzentrieren.
Am 6. Juli 2011 gab VIA schließlich bekannt, alle seine Anteile am GPU-Hersteller S3 Graphics zu verkaufen.

## Produkte

### Chipsätze
Southbridges
- VIA VT82Cxxx-Serie
- VIA VT82xx-Serie

Für Sockel 5/7 CPUs
- VIA-Apollo-Serie ohne integriertem Grafikkern
- VIA Apollo MVP4 mit integriertem Grafikkern

Für AMD K7-CPUs (EV6-Protokoll)
- VIA KT-Serie ohne integriertem Grafikkern
- VIA KM-Serie mit integriertem Grafikkern
- VIA KLE133 mit integriertem Grafikkern
- VIA KN-Serie mit integriertem Grafikkern für Notebooks

Für AMD K8-CPUs (HyperTransport)
- VIA K8T-Serie ohne integriertem Grafikkern
- VIA K8M-Serie mit integriertem Grafikkern
- VIA K8N-Serie mit integriertem Grafikkern für Notebooks

Für Intel P6-CPUs (GTL+)
- VIA Apollo P6 ohne integriertem Grafikkern
- VIA Apollo Pro Serie ohne integriertem Grafikkern
- VIA Apollo ProMedia Serie mit integriertem Grafikkern

Für Intel P7-CPUs (AGTL+)
Ohne integrierte Grafikeinheit (VIA PT-Serie):
- VIA P4X266
- VIA P4X266A
- VIA P4X400
- VIA PT800
- VIA PT880
- VIA PT880 Ultra
- VIA PT894
- VIA PT894 Pro
- VIA PT890

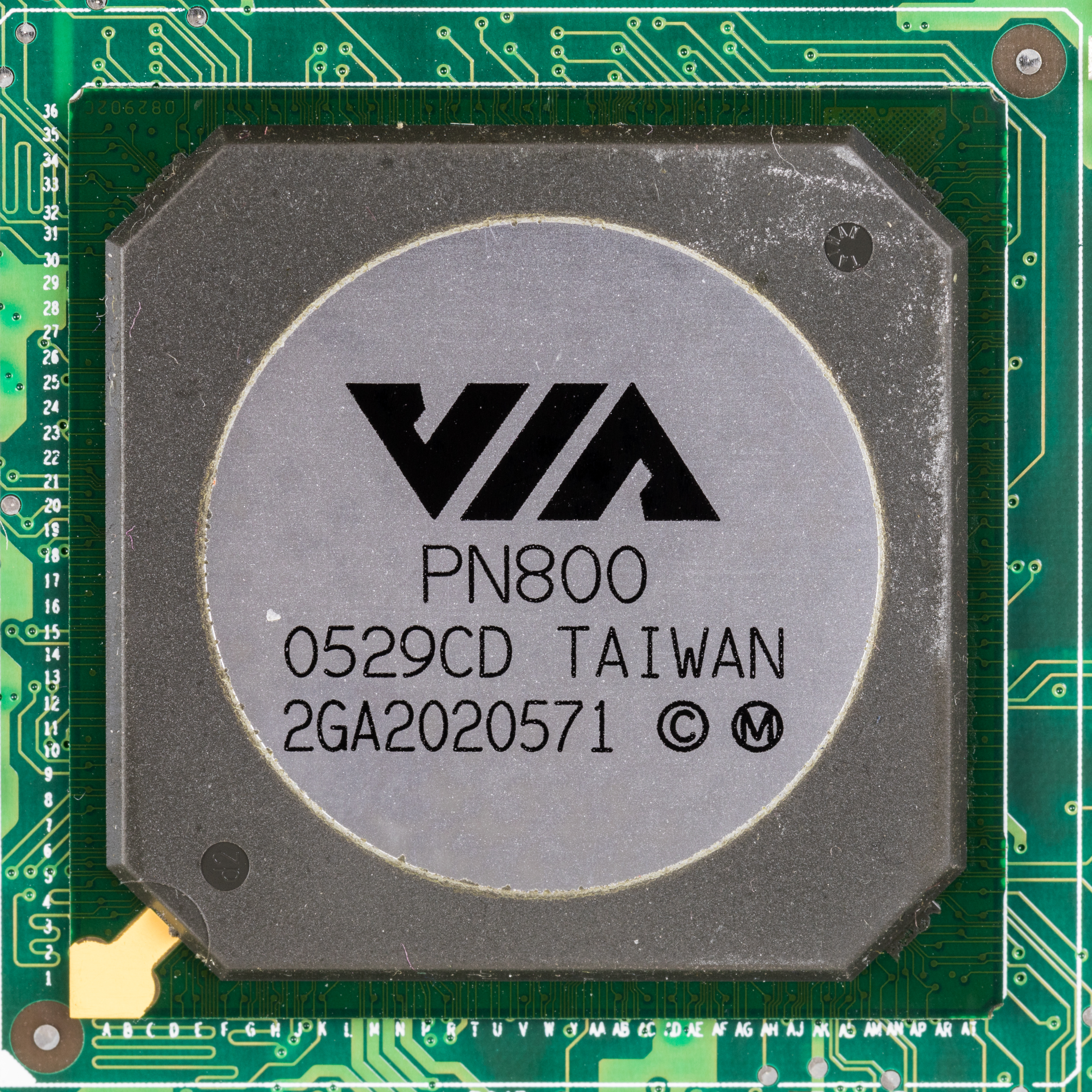
VIA Technologies PN800

Mit integrierter Grafikeinheit (VIA PM-Serie):
- VIA P4M266
- VIA PM800
- VIA PM880
- VIA PN800
- VIA P4M800
- VIA P4M800 Pro
- VIA P4M890
- VIA P4M900

Für VIA C3 CPUs (GTL+)
Mit integrierter Grafikeinheit (VIA C-Serie):
- VIA CLE266
- VIA CN400

Für VIA C7 und Via Nano CPUs (V4-Bus)
Mit integrierter Grafikeinheit (VIA C-Serie):
- VIA CN700
- VIA CX700
- VIA CN800
- VIA CN896

Mit integrierter Grafikeinheit (VIA V-Serie):
- VIA VN800
- VIA VX800
- VIA VX855
- VIA VN896

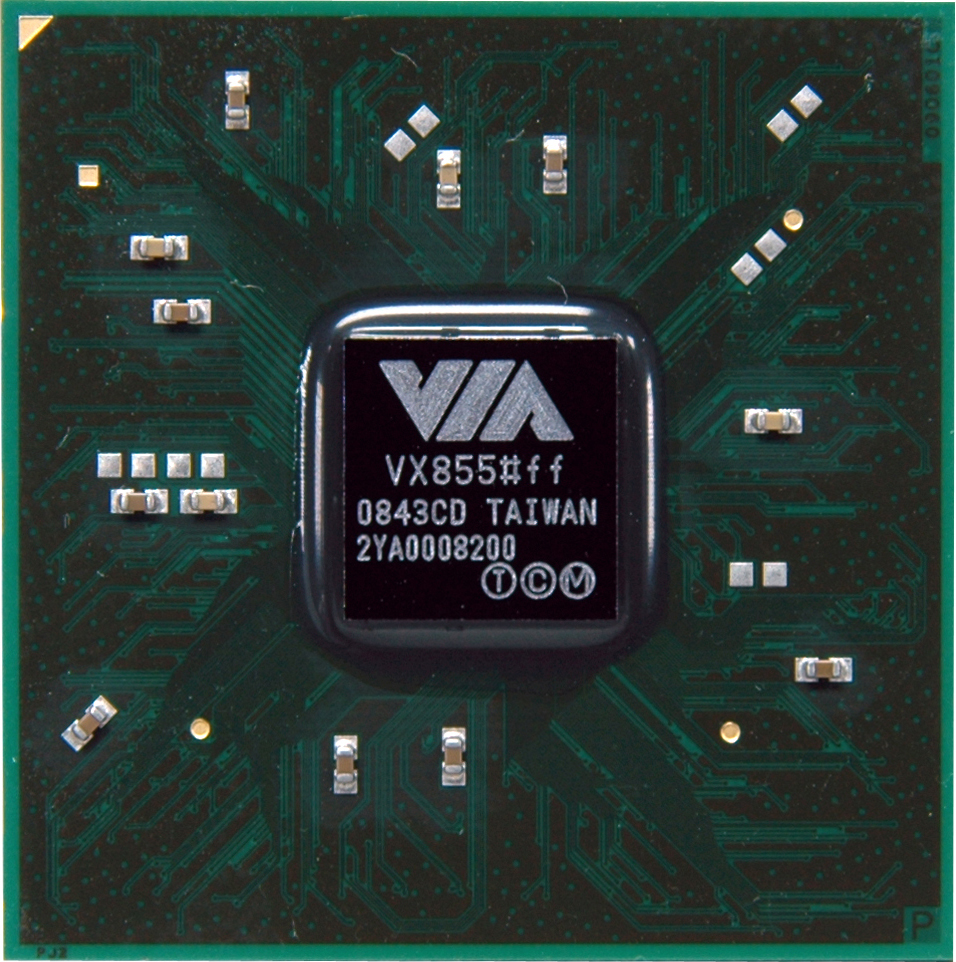
VIA VX855

Chipsets mit einem X an zweiter Stelle integrieren North- und Southbridge in einem Chip.

### Grafikchips
Standalone
- Savage XP
- DeltaChrome
- GammaChrome
- Chrome S20

Integrated (IGPs)
- Twister
- ProSavage
- ProSavageDDR
- UniChrome
- UniChrome Pro
- Chrome9 HC

Mobile
- AlphaChrome
- DeltaChrome
- GammaChrome

### Netzwerkchips
10/100 MBit
- VIA Rhine VT6105M
- VIA Rhine VT6106S
- VIA Rhine VT6106H
- VIA Rhine VT6107

GBit-LAN
- VIA Velocity VT6120
- VIA Velocity VT6122

WLAN
- VIA Solomon VT6651
- VIA Solomon VT6655

### Audiolösungen

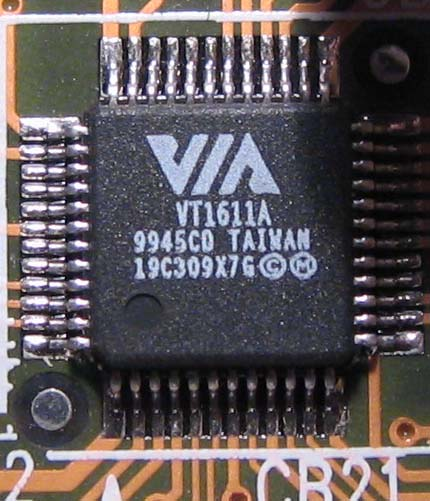
AC’97-Soundchip VT1611 von VIA

Soundchips
- Envy24-Serie
- Tremor

Audio-Codecs
- AC97 Codecs
- HDA Codecs

### Prozessoren
- VIA Cyrix III
- VIA C3
- VIA C7
- VIA Nano
- VIA Nano X2[2]
- VIA Eden
- VIA Eden X2[3]
- VIA CoreFusion
- VIA QuadCore[4]

### Sonstiges
- VIA EPIA Mainboards
- Kommunikationschips für Mobiltelefone, siehe VIA Telecom